# Delomerista excavata
Delomerista excavata là một loài tò vò trong họ Ichneumonidae.